# Eivind Berggrav
Eivind Josef Berggrav, né le 25 octobre 1884 à Stavanger et mort le 14 janvier 1959 à Oslo, est un évêque luthérien norvégien. Primat de l'Église de Norvège pendant la Seconde Guerre mondiale, il engage une résistance spirituelle au nazisme, contre l'occupation de la Norvège par le Troisième Reich. Il est une figure importante de l’œcuménisme au XXe siècle, et est président de l'Alliance biblique universelle.

## Biographie

### Formation et carrière
Eivind Jensen Berggrav naît à Stavanger, dans le sud-ouest de la Norvège et grandit à Asak in Østfold, à la frontière de la Suède. Son père Otto Jensen est un éducateur et pasteur. En 1906, il devient le ministre norvégien de l'éducation et des affaires cultuelles un court moment, avant de retourner exercer son ministère pastoral à Skjeberg. Il est plus tard doyen du diocèse luthérien d'Oslo, et l'année de sa mort du diocèse de Hamar. Son épouse, la mère de Eivind, est Marena Christine Pedersen (1846–1924).
À partir de 1903, Eivind Berggrav étudie la théologie à l'Université de Christina, à Oslo et devient prêtre luthérien. Il est diplômé en 1908. Pendant la Première Guerre mondiale, il écrit des articles pour le Morgenbladet, le principal quotidien du pays. Après avoir été enseignant, il devient prêtre de la paroisse de Hurdal. En 1924, il est reçu comme docteur en théologie. Il épouse Kathrine Seip (1883–1949), fille du pasteur Jens Laurits Arup Seip (1852–1913).
Berggrav est aumônier de la prison nationale d'Oslo Botsfengselet, puis en 1928 devient évêque du diocèse de Nord-Hålogaland, auprès de la cathédrale de Tromsø. Jusqu'en 1937, il dessert ce diocèse largement rural. En 1937, il devient évêque du diocèse d'Oslo, la plus haute distinction au sein de l’Église de Norvège, alors Église nationale. Il préside aux funérailles de la reine Maud en 1938.

### Résistance au nazisme
Avant-guerre, Eivind Berggrav s'engage comme médiateur entre l'Allemagne et le Royaume-Uni. Le 9 avril 1940, il est profondément choqué par l'invasion du Danemark et de la Norvège, pays neutres, lors de l'opération Weserübung. Les Allemands tentent de capturer le roi Haakon VII. Après 62 jours de résistance militaire, le roi doit s'exiler en Angleterre. Avec son appui, Eivind Berggrav devient le chef du Conseil administratif, qui essaye de gouverner malgré l'occupation. Le 25 septembre, les Nazis dissolvent le Conseil administratif et installent à sa tête Vidkun Quisling, collaborationniste et fondateur du parti d'inspiration fasciste Nasjonal Samling (« Rassemblement national »).
Le 1er février 1942, des partisans de Quisling envahissent la cathédrale de Nidaros à Trondheim et empêchent son doyen Kjellbu de présider au culte. Des milliers de Norvégiens regroupés sur le parvis chantent le choral luthérien C'est un rempart que notre Dieu en protestation. Le lendemain, les sept évêques de l’Église de Norvège, dont Eivind Berggrav, démissionnent. Quelque semaines avant Pâques, Berggrav est arrêté. Il est emprisonné au camp de concentration de la prison de Bredtveit. Il est sauvé de l'exécution par Theodor Steltzer et Helmuth James von Moltke, membrent des organisations de résistance du Cercle de Kreisau et de la Schwarze Kapelle. Il est placé à l'isolement dans une cabane au fond des forêts du nord d'Oslo. Pratiquement tous les prêtres de Norvège démissionnent en soutien. A Noël 1944, le magazine Time fait sa couverture sur Berggrav.

### Autorité spirituelle de l'Après-guerre
Après guerre, il s'engage dans la création du Conseil œcuménique des Églises, rassemblant protestants et orthodoxes de toutes confessions chrétiennes pour la paix,. Jusqu'en 1951, il est le principal évêque de l’Église norvégienne. De 1938 à 1955, il préside la Société biblique norvégienne, Det Norske Bibelselskap.

## Publications
- 1937 : Spenningens Land [Pays de tension]
- 1945 : Kirkens ordning i Norge [Ordre d'église en Norvège]
- 1947 : Tider Og Tekster [Temps et textes]
- 1953 : Es Sehnen sich die Kirchen [L'aspiration de l'église]
- 1955 : Marie Treschow: En Livsskisse [Marie Treschow: Esquisse d'une vie]
- 1960 : Forgjeves for Fred. Vinteren 1939-40. Forsok Og Samtaler I Norden, Berlin Og London [En vain pour Fred. L'hiver 1939-40. Essais et conversations dans les pays nordiques, Berlin et Londres].

## Distinctions
- Chevalier de l'ordre royal de l'Étoile polaire
- Chevalier de l'ordre d'Orange-Nassau
- Médaille de la Liberté
- Ordre du Lion de Finlande
- Grand-croix de l'ordre de Saint-Olaf (1947)
- Prix Goethe de la Ville de Francfort (1953)[réf. nécessaire]
- 1953 : Hansischer Goethe-Preis